# کاروانسرای بابانجم
کاروانسرای بابانجم مربوط به دوره صفوی است و در شهرستان فیروزآباد، بخش مرکزی، روستای بابانجم واقع شده و این اثر در تاریخ ۲۳ بهمن ۱۳۸۰ با شمارهٔ ثبت ۴۷۳۴ به‌عنوان یکی از آثار ملی ایران به ثبت رسیده است.